# Martin Petráš
Martin Petráš (Bojnice, 2 november 1979) is een Slowaaks voormalig betaald voetballer die bij voorkeur centraal in de verdediging speelde. Vanaf 6 februari 2002 (Iran-Slowakije 2-3) was hij Slowaaks international en speelde hij meer dan 35 interlands. Twee jaar eerder maakte hij deel uit van de Slowaakse ploeg die deelnam aan het voetbaltoernooi bij de Olympische Spelen in Sydney.

## Clubcarrière
De 1.87 meter lange Petráš debuteerde in het betaald voetbal bij FK Mesto Prievidza op het hoogste Slowaakse niveau. Na twee jaar verliet hij zijn thuisland en belandde hij via teams in Tsjechië en Schotland in 2006 in Italië. Daar kwam Petráš in eerste instantie uit voor US Lecce, om na een huurperiode bij Treviso FBC via US Triestina bij AC Cesena terecht te komen. Met alle vier de ploegen kwam hij uit in de Serie B, maar in het seizoen 2009/10 eindigde Petráš daarin met Cesena op de tweede plaats en verdiende hij met zijn ploeggenoten een promotie naar de Serie A. Na de promotie kreeg Petráš geen speelgelegenheid meer. Daarom trok hij na de winterstop naar US Grosseto, waarmee hij uitkwam in de Serie B.

## Interlandcarrière
Petráš maakte zijn debuut voor het Slowaaks voetbalelftal op 6 februari 2002 in de vriendschappelijke interland in en tegen Iran (2-3). Hij kwalificeerde zich met Slowakije voor het wereldkampioenschap voetbal 2010, het eerste WK in de geschiedenis van het land sinds de afsplitsing van Tsjechië. Bondscoach Vladimír Weiss nam hem als een van zijn 23 spelers ook mee naar het hoofdtoernooi. Hierop kwam hij niet in actie.

## Cluboverzicht
| Seizoen  | Club                   | Competitie              | Wedstrijden | Doelpunten |
| -------- | ---------------------- | ----------------------- | ----------- | ---------- |
| 1998-'00 | FK Mesto Prievidza     | Corgoň Liga             | -           | -          |
| 2000-'02 | FK Baumit Jablonec     | Gambrinus liga          | 56          | 3          |
| 2002-'05 | AC Sparta Praag        | Gambrinus liga          | 60          | 4          |
| 2006     | Heart of Midlothian FC | Scottish Premier League | 5           | 0          |
| 2006     | US Lecce               | Serie B                 | 17          | 1          |
| 2007     | → Treviso FBC (huur)   | Serie B                 | 13          | 0          |
| 2007-'09 | US Triestina           | Serie B                 | 44          | 2          |
| 2009-'11 | AC Cesena              | Serie B                 | 29          | 0          |
| 2011-..  | US Grosseto            | Serie B                 | 10          | 0          |